# 山田義見
山田 義見（やまだ よしみ、1899年〈明治32年〉1月13日 - 1991年〈平成3年〉5月3日）は、日本の元大蔵次官。

## 来歴・人物
- 1899年（明治32年） 1月13日 佐賀県に生まれる
- 唐津中学、五高卒業
- 1923年（大正12年） 東京帝国大学法学部卒業、大蔵省に入省。主計局に配属
- 1941年（昭和16年） 専売局理事・名古屋地方専売局長
- 1942年（昭和17年） 大阪財務局長
- 1944年（昭和19年） 印刷局長
- 1945年（昭和20年） 大阪財務局長
- 1946年（昭和21年） 大蔵次官
- 1947年（昭和22年） 日本勧業銀行副総裁
- 1950年（昭和25年）- 1954年（昭和29年） 日本勧業銀行会長
- 1954年（昭和29年） 会計検査院検査官
- 1959年（昭和34年）- 1963年（昭和38年） 会計検査院長
- 1965年（昭和40年）- 1969年（昭和44年）4月 日本証券保有組合理事長
- 1969年（昭和44年） 資本市場振興財団理事長
- 1991年（平成3年） 5月3日 死去（享年92）。